# Alalgar
Alalgar o també Alalĝar, Alalngar o Alaljar (en sumeri 𒀉𒋭𒃻) va ser un rei semi-llegendari d'Eridu, el segon de la llista de reis sumeris, en la primera dinastia anterior al tercer mil·lenni. La llista diu que va governar 36.000 anys. Si no fos llegendari, podria haver regnat cap al 2900 aC. El va succeir En-Men-Lu-Ana de Badtibira.